# Malá Krížna
Malá Krížna (1319 m n. m.) je hora ve Velké Fatře na Slovensku. Nachází se v rozsoše vybíhající jižním směrem z hřebene spojujícího vrcholy Krížna (1574 m) a Kráľova skala (1377 m). Západní svahy hory spadají do Bystrické doliny, východní do Turecké doliny. Rozsocha se dále stáčí k jihovýchodu a pokračuje k vrcholu Jaspeň (1154 m). Hora leží na území Národního parku Velká Fatra.

## Přístup
- po zelené  turistické značce 5634 z rozcestí Úplaz
- po zelené  turistické značce 5634 z rozcestí Kráľova studňa